# Scott Jurek
Scott Gordon Jurek (ur. 26 października 1973) – amerykański ultramaratończyk, który ma polskie korzenie.
Zwyciężył wiele prestiżowych zawodów m.in. Hardrock Hundred (2007), Badwater Ultramarathon (w latach 2005, 2006), Spartathlon (2006, 2007, 2008) i Western States 100 Mile Endurance Run (1999–2005). W 2010 roku, w 24-godzinnym biegu na Mistrzostwach Świata w Brive-la-Gaillarde we Francji, Jurek zdobył srebrny medal i ustanowił nowy rekord USA przebiegając dystans 165,7 mil. Od 1997 jest wegetarianinem, a od 1999 weganinem.

## Rekordy osobiste
- 100 Mile Trail: 15:36, Western States Endurance Run 2004
- 100 K Road: 7:28, GNC 100K 2001
- 50 Mile Trail: 6:21, Ice Age 50 Mile 1999
- 50 Mile Road: 5:50, GNC 2001
- 50 K Trail: 3:04, Bendistillery 50K 1999
- 26.2 Mile Road Marathon: 2:38, Austin Marathon 2006[4]